# Ферруччо Валькареджі
Ферруччо Валькареджі (італ. Ferruccio Valcareggi, * 12 лютого 1919, Трієст — † 2 листопада 2005, Флоренція) — колишній італійський футболіст, півзахисник. По завершенні ігрової кар'єри — футбольний тренер, найбільш відомий багаторічною роботою на чолі національної збірної Італії (1966—1974). Приводив італійців до перемоги на чемпіонаті Європи 1968 року, виборював «срібло» на чемпіонаті світу 1970 року.
Як гравець насамперед був відомий виступами за клуб «Фіорентина».

## Ігрова кар'єра
У дорослому футболі дебютував 1937 року виступами за команду клубу «Трієстина», в якій провів три сезони, взявши участь у 63 матчах чемпіонату.
Своєю грою за цю команду привернув увагу представників тренерського штабу клубу «Фіорентина», до складу якого приєднався 1940 року. Відіграв за «фіалок» наступні три сезони своєї ігрової кар'єри. Більшість часу, проведеного у складі «Фіорентини», був основним гравцем команди.
Згодом з 1944 по 1952 рік грав у складі команд клубів «Мілан», «Болонья», «Віченца», «Луккезе-Лібертас» та «Брешія».
Завершив професійну ігрову кар'єру у нижчоліговому клубі «Пйомбіно», за команду якого виступав протягом 1952—1954 років.

## Кар'єра тренера
Перший досвід тренерської роботи отримав у команді «Пйомбіно», яка на той час змагалася у Серії B, в якій протягом 1952—1954 років був граючим тренером.
Потім очолював команди клубів «Прато», «Аталанта», «Фіорентина», 1964 року знову повернувся на тренерський місток «Аталанти», середняка Серії A.
1966 року отримав від Італійської федерації футболу запрошення очолити національну збірну країни. Пропрацював на ції посаді до 1974 року.
Вивів команду до фінальної частини чемпіонату Європи 1968 року. Цей перший для італійців фінальний турнір континентальної першості було вирішено провести у них на батьківщині. Команда перемогла на цьому турнірі, здобувши свій перший і допоки єдиний титул чемпіонів Європи. При цьому по ходу змагання, участь у якому брали лише 4 команди, майбутні чемпіони не виграли з першої спроби жодної гри — основний і додатковий час півфінальної гри проти збірної СРСР та фінального матчу проти збірної Югославії закінчилися унічию. У першому випадку переможця було визначено киданням монети, у другому було призначено повторний матч, за результатами якого перемогу святкувала очолювана Валькареджі збірна Італії.
Наступним успіхом тренера національної команди став Чемпіонат світу 1970 року у Мексиці.
На груповому етапі італійці розпочали з двох нульових нічиїх, після чого мінімально переграли збірну Швеції (1:0), вийшовши до наступного етапу з першого місця у групі. Згодом, у матчі чвертьфіналу з рахунком 4:1 було обіграно господарів турніру, мексиканців, а у драматичному півфінальному матчі «лазурові» обіграли збірну ФРН (1:1 в основний час, 4:3 після завершення додаткового часу зустрічі). У фіналі команда не змогла достойно протистояти збірній Бразилії і, поступившись з рахунком 1:4, задовольнилась «сріблом» світової першості. Втім, уже сам факт потрапляння до фіналу (вперше з 1938 року) було загалом сприйнято як черговий успіх Валькареджі та його команди.
За два роки, у 1972 році срібні призери світової першості не змогли подолати кваліфікаційний турнір до тогорічного чемпіонату Європи. На чемпіонату світу 1974 року італійці вже на груповому етапі поступилися збірній Польщі та, зігравши унічию зі збірною Аргентини, припинили боротьбу. Цей провал ознаменував кінець кар'єри у збірній не лише для низки вікових гравців, але й для її багаторічного керманича Ферруччо Валькареджі.
Надалі тренер працював з командами клубів «Верона» та «Рома», протягом 1979—1984 очолював тренерський штаб другої збірної Італії.
Останнім місцем тренерської роботи був клуб «Фіорентина», команду якого Валькареджі очолював як головний тренер до 1985 року.

## Титули і досягнення

### Як тренера
- Чемпіон Європи (1):

1968
- Віце-чемпіон світу (1):

1970